# Brie (Ille-et-Vilaine)
Brie é uma comuna francesa na região administrativa da Bretanha, no departamento de Ille-et-Vilaine. Estende-se por uma área de 13,56 km². Em 2010 a comuna tinha 995 habitantes (densidade: 73,4 hab./km²).